# Ann Moore
Ann Moore (n. 20 august 1950, Birmingham, Anglia, Regatul Unit) este o sportivă ce a reprezentat Regatul Unit al Marii Britanii și al Irlandei de Nord, medaliată olimpică. A participat la o ediție a Jocurilor Olimpice (1972) în care a câștigat o medalie de argint.

## Participări
Lista de mai jos prezintă principalele competiții la care a participat Ann Moore de-a lungul carierei.
- equestrian at the 1972 Summer Olympics – individual jumping[*]